# Jan Stöckli
Pour les articles homonymes, voir Stöckli.
Jan Stöckli, né le 8 janvier 1999, est un coureur cycliste suisse. Il est membre de l'équipe Corratec . 

## Biographie
Jan Stöckli commence sa carrière par le VTT.
En 2021, il termine sixième du Tour du Faso, sous les couleurs du Team Kibag-Obor-CKT,. Il intègre ensuite l'équipe continentale italienne Corratec en 2022, pour se consacrer exclusivement aux compétitions sur route. Dans le calendrier de l'UCI, son meilleur résultat est une quatorzième place au championnat de Suisse. 
En 2023, il poursuit une saison supplémentaire avec la formation Corratec, qui devient une équipe continentale professionnelle.

## Classements mondiaux
| Année                                 | 2021  | 2022  | 2023  | 2024  |
| ------------------------------------- | ----- | ----- | ----- | ----- |
| Classement mondial                    | 2339e | 1872e | 2422e | 2479e |
| UCI Europe Tour                       | 1561e | 1204e | nc    | nc    |
|                                       |       |       |       |       |
| Légende : nc = non classéSource : UCI |       |       |       |       |